# Kaczyce (województwo śląskie)
Kaczyce (cz. Kačice, niem. Katschitz) – wieś sołecka w gminie Zebrzydowice, w powiecie cieszyńskim w województwie śląskim. Położona na Wysoczyźnie Kończyckiej, w historycznych granicach regionu Śląska Cieszyńskiego. Powierzchnia sołectwa wynosi 927 ha, a liczba ludności 2945, co daje gęstość zaludnienia równą na 317,6 os./km².

## Podział administracyjny
- Kaczyce Dolne (identyfikator SIMC: 0225331) – część północna, zwana również "Podświnioszowem"[4]
- Kaczyce Górne (0225348) – część centralna, położona najwyżej (302,7 m n.p.m.)[4]
- Otrębów (0225437; niem. Ottrembau) – część południowo-zachodnia, jako osada wzmiankowana w 1445 roku[5] ze sformułowaniu z Otrembkowa[6];

W latach 1954–1972 wieś należała i była siedzibą władz gromady Kaczyce.
W latach 1975–1998 miejscowość położona była w województwie katowickim.

## Historia
Założona w XIV wieku prawdopodobnie przez ród Kaczów (Kaczyce to nazwa patronimiczna), przedstawiciel którego wystąpił w dokumencie z 1297 jako comite Wlodzimiro dicto Kacza. Po raz pierwszy wzmiankowana w 1332 roku jako Kaczyce(?), a w latach następnych jako Katschitz (1413), Kaczycz (1416), Kaczicze (1447), z kolei w 1723 odnotowano podział na Kaczyce Górne i Dolne (Nieder/Ober Katschütz). Wieś politycznie znajdowała się wówczas w granicach piastowskiego Księstwa Cieszyńskiego, będącego od 1327 lennem Królestwa Czech, a od 1526 roku w wyniku objęcia tronu czeskiego przez Habsburgów wraz z regionem aż do 1918 roku w monarchii Habsburgów (potocznie Austrii).
W 1688 miejscowość przynależała do parafii św. Michała Archanioła w Kończycach Wielkich. W następnych latach tamtejsi proboszczowie z dość dużym powodzeniem zrekatolicyzowali miejscowość po okresie reformacyjnym, gdy większość mieszkańców regionu zmieniła wyznanie na luteranizm.
Po Kaczach w XVIII wieku właścicielami szlacheckimi została rodzina Spensów z Boodenu. W 1796 właścicielem Kaczyc i Otrębowa został w spadku po ojcu Emanuel Traugott baron Spens z Booden, który w następnym roku sprzedał Otrębów Komorze Cieszyńskiej. Sam Pogwizdów stał się później własnością Beechsów, a od połowy XIX wieku do 1945 do Larischów.
Według austriackiego spisu ludności z 1900 w 152 budynkach w Kaczycach (57 w Dolnych, 55 w Górnych, 40 w Otrębowie) na obszarze 923 hektarów mieszkało 1057 osób (382 w Dolnych, 380 w Górnych, 295 w Otrębowie), co dawało gęstość zaludnienia równą 114,5 os./km². z tego 1050 (99,3%) mieszkańców było katolikami, 7 (0,7%) ewangelikami (wszyscy w Otrębowie), 1041 (98,5%) było polsko-, 8 (0,8%) niemiecko- (5 w Otrębowie, 3 w Kaczycach Górnych) a 7 (0,7%) czeskojęzycznymi (4 w Górnych, 3 w Dolnych). Do 1910 roku liczba budynków wzrosła do 156 a mieszkańców do 1170 (340 w Otrębowie na obszarze 242 hektarów, gęstość zaludnienia: 140,5 os./km²; 423 w Kaczycach Dolnych na obszarze 290 hektarów, gęstość zaludnienia: 145,9 os./km²; 407 w Kaczycach Górnych na obszarze 388 hektarów, gęstość zaludnienia: 104,9 os./km²), z czego 1165 (99,6%) było katolikami, 5 (0,4%) ewangelikami, 1166 (99,7%) polsko- a 4 (0,3%) niemieckojęzycznymi.
W lipcu 1920 roku miejscowość decyzją Rady Ambasadorów znalazła się w granicach Polski.
W okresie międzywojennym w miejscowości stacjonowała placówka Straży Granicznej I linii „Kaczyce”.
W okresie międzywojennym w miejscowości istniało regionalne gniazdo Towarzystwa Gimnastycznego „Sokół” w Cieszynie propagujące sport oraz gimnastykę .
Ważnym wydarzeniem dla miejscowości było powstanie w Otrębowie Kopalni Węgla Kamiennego Morcinek w latach 70. XX wieku, a zlikwidowanej w roku 2000.

## Urodzeni w Kaczycach
- Władysław Filipowiak (1926—2014) − polski historyk i archeolog.

## Zabytek
We wsi znajduje się jeden obiekt zabytkowy - drewniany kościół Podwyższenia Krzyża Świętego z 1620 roku, przeniesiony z ruptawskiej parafii w latach 1971–72, obecnie kościół parafialny miejscowej parafii erygowanej w 1976. Kościół ten znajduje się na Szlaku Architektury Drewnianej województwa śląskiego.

## Turystyka
Przez miejscowość przechodzą trasy rowerowe:
- czerwona trasa rowerowa nr 24 (Pętla rowerowa Euroregionu Śląsk Cieszyński)
- niebieska trasa rowerowa nr 254 – Kaczyce - Kończyce Wielkie - Dębowiec (14 km)
- żółta tandemowa trasa rowerowa nr 259 Kaczyce – Kończyce Wielkie – Kończyce Małe – Kaczyce (19,5 km)

## Komunikacja
Przez Kaczyce kursują autobusy prywatnego przewoźnika LINEA TRANS w relacji Cieszyn – Jastrzębie-Zdrój. Do wsi kursuje również linia 32 ZGK w Cieszynie. Niegdyś kursowały tu także autobusy PKS Cieszyn.
Przez Kaczyce przebiega linia kolejowa 90 Zebrzydowice – Cieszyn. Znajduje się tu stacja kolejowa.

### Byłe przejścia graniczne
Zachodnia granica miejscowości jest jednocześnie granicą Polski z Czechami. Przed przystąpieniem Polski do strefy Schengen 21 grudnia 2007 roku, funkcjonowały tu przejścia graniczne do Czech Kaczyce Dolne-Karviná Ráj I oraz Kaczyce Górne – Karwina Raj II.

## Sport i rekreacja
Na terenie Kaczyc działa klub piłkarski Morcinek Kaczyce, który występował do niedawna w skoczowskiej klasie B. Obecnie klub prowadzi tylko sekcje młodzieżowe. 
Znajduje się tu również boisko ze sztuczną murawą oraz plac zabaw z boiskiem do siatkówki plażowej.